# Хилквит, Моррис
Моррис Хилквит (Хилкуит, англ. Morris Hillquit; 1 августа 1869 года — 8 октября 1933 года) — американский общественный деятель, основатель и лидер Социалистической партии Америки, публицист, известный адвокат по трудовым вопросам в Нижнем Ист-Сайде (Нью-Йорк) и процессам против социалистической прессы. Наряду с Юджином Дебсом и конгрессменом Виктором Бергером Хилквит был одним из ведущих общественных деятелей социалистического движения в США в течение первых двух десятилетий XX века.
На выборах 1917 года, выступая с антивоенной позицией, Хилквит набрал более 100 000 голосов как кандидат от социалистов на пост мэра Нью-Йорка. Хилквит снова баллотировался на пост мэра Нью-Йорка в 1932 году. Он также пять раз выдвигался в качестве кандидата в Конгресс США.

## Ранний период жизни
Хилквит родился под именем Михайл (Мойше) Веньяминович Хилкович (Moishe Hillkowitz) 1 августа 1869 года в Риге, Российская Империя. Он был вторым сыном немецкоязычного еврейского фабриканта Веньямина (Бенджамина) Хилковича. С 13 лет юный Мойше посещал светскую школу с русским языком при гимназии Александра. В возрасте 15 лет, в 1884 году отец Мойше потерял свою рижскую фабрику и решил уехать в Америку в поисках лучшей жизни для своей семьи. Вместе со своим старшим сыном он отправился в Нью-Йорк, где приобрел двухкомнатную квартиру в многоквартирном доме.
В 1886 году остальные члены семьи присоединились к Бенджамину в Нью-Йорке. В Новом Свете семья осталась малоимущей и жила в многоквартирном доме в преимущественно еврейском районе Нижний Ист-Сайд. Бенджамин работал в нью-йоркской текстильной промышленности, занимался производством багетов. Позднее Хилквит вспомнил, что его семья была «ужасно бедной», а его старший брат и сестры работали, чтобы помочь остальным.
Хилквит был вынужден найти хоть какую-то работу, чтобы облегчить трудное материальное положение семьи. Поскольку английским он владел плохо и не был физически крепким, возможности трудоустройства были ограничены. Наряду с другими молодыми интеллектуалами-эмигрантами из царской России он работал на фабрике по пошиву сорочек и манжет. В своих (посмертно опубликованных) мемуарах Хилквит вспоминал, что изготовление манжет было «самой простой частью [работы] и требовало наименьших навыков и подготовки», так как заключалось в простом сшивании квадратных кусочков нарезанной ткани. Молодой Хилквит так и не продвигался в производстве рубашек дальше этой задачи.

## Начало политической деятельности
Биограф Хилквита Норма Файн Пратт отмечает, что Мойше вскоре после приезда в США увлекся социалистическими идеями: 
 Почти сразу после того, как он осел в Нью-Йорке, Хилквит втянулся в еврейские радикальные круги Ист-Сайда. Тогда он был человеком маленького роста (5 футов 4 дюйма), субтильным, хрупким подростком с темными волосами, темными овальными глазами и мягкими очаровательными манерами. Его внимание сразу привлекли другие молодые еврейские иммигранты, в основном бывшие студенты, а теперь работники магазинов, которые считали себя интеллектуалами — новая радикальная интеллигенция … По большей части их радикализм основывался на их опыте в европейских социалистических и анархистских движениях. Но эмиграция и экономические трудности в Соединенных Штатах также способствовали их дальнейшей радикализации. Будучи в Америке чужестранцами, они были отстранены достаточно далеко от общества, чтобы наблюдать его недостатки. Как утратившие ориентиры, но грамотные люди, они были достаточно амбициозны, чтобы участвовать [в жизни общества]. Молодые интеллектуалы были заинтересованы в поиске альтернатив своим нынешним обстоятельствам; их решение состояло в том, чтобы менять эти обстоятельства. 
В августе 1887 года, когда ему исполнилось 18 лет, Хилквит вступил в Социалистическую рабочую партию Америки, куда его привел товарищ по работе и редактор русскоязычной социалистической газеты Луи Миллер. Хилквит стал членом Отделения № 17 в Нью-Йорке, русскоязычного филиала партии, созданного еврейскими эмигрантами из Российской империи незадолго до его появления.
Биограф Пратт отмечает, что примерно через год после вступления в партию Хилквит выдвинулся как один из ведущих оппонентов анархизма, опубликовав большую статью «Социализм и анархизм» (Sotzializm un anarchizm) в газете на идиш «Arbeter Zeitung» («Рабочая газета»). В статье Хилквит противопоставил индивидуализм, присущий анархизму, социалистическому коллективизму. В это время 19-летний Хилкович работал управляющим Arbeter Zeitung, которую он основал вместе с Аврамом Каганом, Луи Миллером и Морисом Винчевским, чтобы начать диалог о социализме с еврейскими рабочими-иммигрантами на их родном языке. По иронии судьбы, Хилкович идиш свободно не владел, будучи воспитанным на немецком и русском языках.
В 1888 году он участвовал в создании United Hebrew Trades, профсоюза работников швейной промышленности.

В 1893 году Хилквит окончил юридический факультет Нью-Йоркского университета. В ноябре того же года он был принят в коллегию адвокатов штата Нью-Йорк.

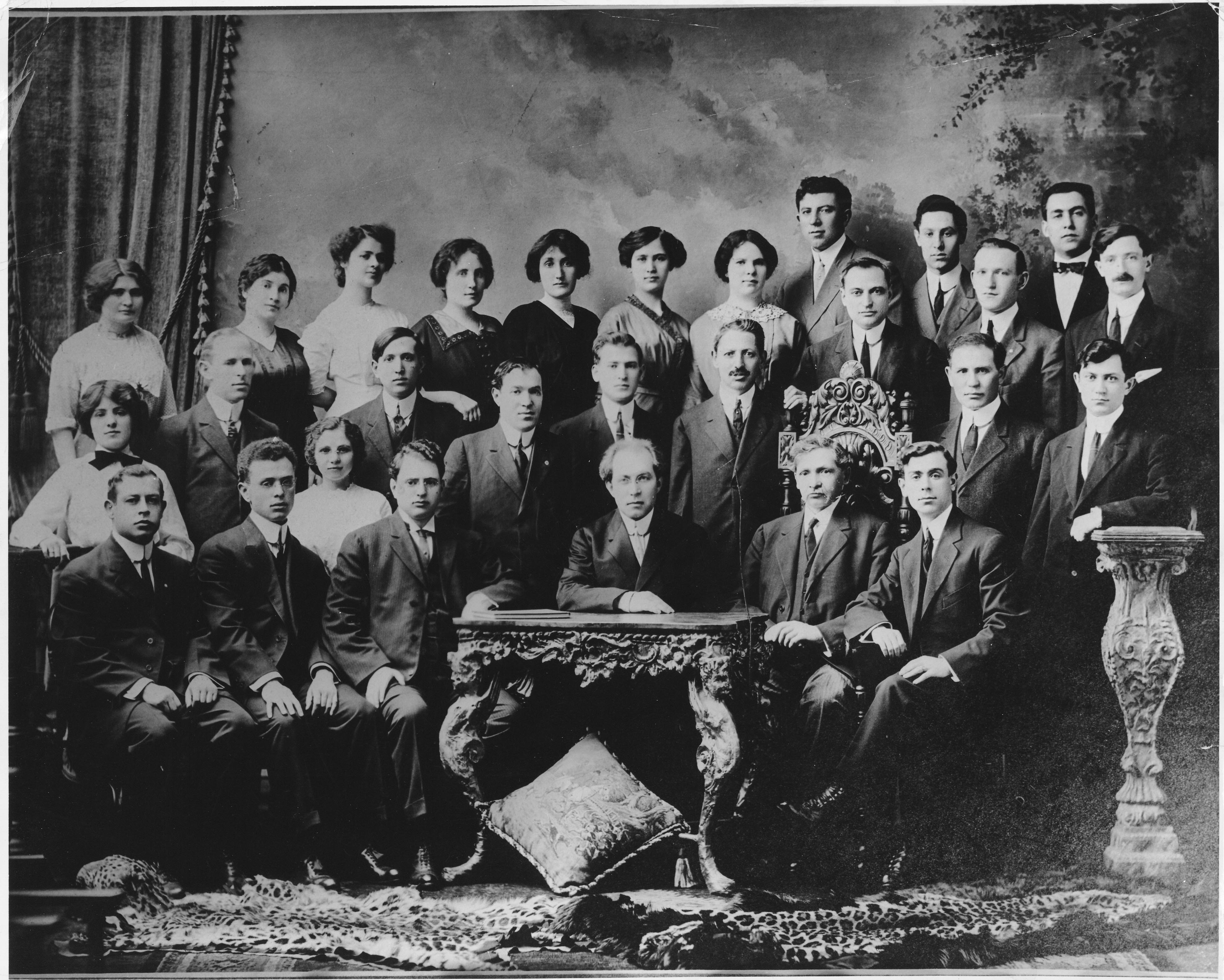
Групповая фотография Исполнительного совета 25-го местного отделения профсоюза ILGWU, на которой присутствуют Клара Лемлих (верхний ряд, третья слева) и Моррис Хиллквит (нижний ряд, второй справа).

## Ранний период социалистического движения
В 1899 году Хилквит возглавил выход фракции несогласных из Социалистической рабочей партии (англ. Socialist Labor Party) Даниеля де Леона и был делегатом на съезде этой группы в Рочестере, штат Нью-Йорк, в 1900 году. Он являлся решительным сторонником единства с базировавшейся в Чикаго Социал-демократической партией (англ. Social Democratic Party) Виктора Бергера и Юджина Дебса. В августе 1901 года двум группам удалось разрешить разногласия и объединиться, сформировав Социалистическую партию Америки (СПА) на съезде в Индианаполисе, в котором он также участвовал.
Моррис Хилквит оставался одной из основных политических фигур Социалистической партии до конца своих дней.
Как историк, Хилквит был пионером изучения американских радикальных движений. В 1903 году он опубликовал объемный научный обзор под названием «История социализма в Соединенных Штатах» (англ. History of Socialism in the United States). Книга пять раз переиздавалась при жизни Хилквита на английском языке и была переведена на ряд основных языков, важных для американского социалистического движения, включая немецкий, русский, идиш, финский и польский.
С 1904 года Хилквит принимал участие в международных конгрессах Социнтерна. В 1904 году Хилквит выступал на Международном социалистическом конгрессе в Амстердаме и поддержал резолюцию против любого законодательства, которое бы запрещало или препятствовало иммиграции иностранных рабочих. В Резолюции говорилось:

При дальнейшем рассмотрении того факта, что работники отсталых рас (китайцы, негры и др.) часто импортируются капиталистами с целью подавлять местных рабочих с помощью дешевой рабочей силы, и что дешевая рабочая сила представляет собой желаемый объект для эксплуатации, живут в плохо скрываемом рабском положении, - Конгресс заявляет, что социал-демократия обязана всеми силами бороться с применением этого способа, который служит для уничтожения профсоюзных организаций и тем самым препятствует прогрессу и будущему наступлению социализма.— Даниель Де Леон
В 1906 и 1908 годах Хилквит баллотировался на выборах в Конгресс США от социалистов по 9-му округу Конгресса в Нью-Йорке. В последней кампании он набрал 21,23 % голосов, проиграв действующему конгрессмену-демократу.
В 1906 году, во время пребывания М. Горького в США, Хилквит организовывал его выступления с лекциями для сбора средств в пользу революционного движения в России, а также содействовал изданию в США трудов писателя.

## Противостояние левым синдикалистам
После избирательной кампании Хилквит вернулся к внутрипартийным делам, что привело его к конфликту с левыми синдикалистами. Его биограф отмечает наличие, по крайней мере, четырех серьезных противоречий между Хилквитом и крылом партии, известным как «Индустриальные рабочие мира» (ИРМ):
- 1) неверие в стабильность и эффективность промышленных профсоюзов,
- 2) отвращение к забастовочной тактике ИРМ вместо переговоров о коллективном договоре,
- 3) убежденность в разделении функций между политическим и профсоюзным крыльями рабочего движения, в отличие от желания ИРМ сделать профсоюзное звено основным, и
- 4) радикальный тон пропаганды ИРМ, который, как считал Хилквит, оттолкнул значительную часть общества от социалистического движения и маргинализировал левых.[18]

Его биограф Пратт отмечал: 
 «Его руководство разжигало огонь партийных разногласий, и, хотя Хилквит был не стал единственной причиной раскола в 1913 году с важным сегментом левого крыла [партии], он, безусловно, внес большой вклад в этот печальный раскол». 
 В 1911 году лидер ИРМ «Большой Билл» Хейвуд был избран в Национальный исполнительный комитет Социалистической партии, в состав которого входил и Хилквит. 11 января 1912 года синдикалист и электоральный социалист сразились на оживленных публичных дебатах в нью-йоркском «Купер-Юнион». Хейвуд заявил, что Хилквит и социалисты должны попытаться задействовать «немного саботажа в нужном месте в нужное время» и критиковал Хилквита за отказ от классовой борьбы, заключавшийся, по его мнению в том, что Хилквит помогал нью-йоркским швейным работникам заключить коллективный договор с работодателями. Хилквит парировал, что может только подтвердить свою веру в силу рабочего движения, в котором есть политическое и профсоюзное крылья. «Простая смена структурных форм не произвела бы революцию в американском рабочем движении, как утверждают наши профсоюзные экстремисты», — заявил он. Битва Хилквита с синдикалистами, оставшимися в партии, продолжалась и на Национальном съезде 1912 года, проходившем в мае в Индианаполисе. Биограф Хилквита отмечает, что 
 "Как председатель Комитета по уставу, он, скорее всего, стал автором поправки к статье 6, разд. 6, которая предусматривала исключение из партии любого члена партии, который выступает против политических акций или отстаивает преступления, саботаж или другие методы насилия как оружие рабочего класса, способствующее его освобождению … Он озвучил оправдание антисаботажной поправке, заверив съезд, что, «если в этой стране есть что-то, что может теперь остановить социалистическое движение или внести в него сумятицу, то это не класс капиталистов и не католическая церковь; это наши собственные неразумные друзья внутри [движения]» 
 В течение следующих двух лет проблема противоборства синдикализма и социализма остро обсуждалась. Это был подстегнуто отзывом «Большого Билла» Хейвуда из Национального исполнительного комитета и выходом значительной части левого крыла из организации. Радикальное крыло так и не примирилось с позицией Хилквита в отношении ИРМ и пыталось сделать его основным «козлом отпущения» в наступавшем расколе партии.

## Годы Первой мировой войны
Будучи убежденным интернационалистом и антимилитаристом, Хилквит представлял идеологический «центр» Социалистической партии в годы Первой мировой войны. Центристы контролировали организацию в коалиции с более прагматичным правым крылом, среди представителей которого были такие видные активисты, политики и журналисты, как Виктор Бергер. Даниэль Хоан, Джон Спарго и Чарльз Эдвард Рассел. Хилквит неоднократно избирался в руководящий Национальный исполнительный комитет СП и выступал на национальных съездах партии. Однако из-за того, что он родился в другой стране, Хилквит не имел права избираться на пост президента или вице-президента США и поэтому его никогда не выдвигали кандидатом.
Хилквит был основным соавтором резолюции против вступления США в Первую мировую войну, которая в подавляющем большинстве была принята как чрезвычайном съезде Социалистической партии, состоявшемся сразу после объявления войны 6 апреля 1917 года. Несмотря на официальные репрессии, давление со стороны патриотических кругов и популистов, а также нападения на социалистов и левых журналистов, Хилквит никогда не колебался в вопросе невмешательства в войну в Европе, решительно поддерживая Дебса, Бергера, Кейт Ричардс О’Хара и других социалистов, обвинявшихся за свои антивоенные взгляды в шпионаже в соответствии с Законом о шпионаже).

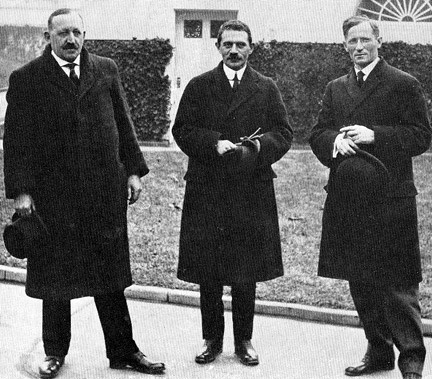
Джим Морер, Моррис Хилквит и Мейер Лондон после их встречи с Вудро Вильсоном в январе 1916 года

26 января 1916 года Хилквит был в составе группы из трех человек, которые встретились с президентом США Вудро Вильсоном, чтобы разъяснить ему миролюбивый курс Социалистической партии и призвать к созыву конгресса нейтральных государств, который «должен предложить посредничество воюющим сторонам и постоянно заседать до окончания войны». Резолюция была ранее предложена в Палате представителей единственным конгрессменом-социалистом Мейером Лондоном из Нью-Йорка. Вильсон принял Хилквита, Лондона, и социалистического профсоюзного деятеля Джеймса Морера в Белом доме вместе с другими делегациями. Хилквит позднее вспоминал, что Вильсон поначалу «был склонен выслушать нас коротко и поверхностно», но, когда социалисты высказались, встреча «переросла в серьезный и конфиденциальный разговор». Вильсон сказал, что он уже рассматривал подобный план, но решил не осуществлять его, так как не был уверен в его принятии другими нейтральными государствами. «Дело в том, — заявил Вильсон, — что Соединенные Штаты являются единственной важной страной, которую можно назвать нейтральной и незаинтересованной. Практически все другие нейтральные страны так или иначе связаны с какой-то воюющей силой и зависят от нее».
После октябрьского переворота в России выступил с поддержкой большевиков. В 1918—1919 гг. сотрудничал с нью-йоркским Советским бюро. До конца жизни, однако, считал, что открытый союз с коммунистами опасен для Социалистической партии.
Начиная с июня 1917 года, Хилквит занимал должность главного защитника по ряду громких дел различных социалистических журналов и газет. Администрация Вильсона, в которой этими вопросами ведал генеральный почтмейстер Альберт Берлесон, начала систематически запрещать пересылку конкретных номеров или целых публикаций по почте, или создавала трудности социалистической прессе, отказывая в доступе к льготным тарифам на периодику. Хилквит отстаивал интересы ряда важных радикальных публикаций, в том числе литературно-художественного журнала Макса Истмена The Masses, двух социалистических газет — New York Call и Milwaukee Leader, официального еженедельника Социалистической партии The American Socialist, популярного ежемесячника Pearson’s; ежедневной газеты на идиш The Jewish Daily Forward. В каждом случае Хилквит утверждал, что социалистическая пресса была по-настоящему «американской» и что социалистическое определение «патриотизма» подразумевает свободу печати, свободу слова и право на критику в демократическом обществе. Хилквиту не удалось решить проблемы с почтой для публикаций, которые он представлял, но он сумел спасти от тюрьмы владельцев The Masses.

## Первая кампания выборов на пост мэра
Летом 1917 года, когда страну охватил национализм и призывы к участию в войне, Хилквит баллотировался на пост мэра Нью-Йорка. Кампания Хилквита была основана на антивоенной платформе и приверженности большего вмешательства государства в экономику. Он пользовался поддержкой как преданных социалистов, пацифистов и других антивоенных активистов, так и выступавших за участие в войне либералов, которым не нравилась проводимая властями борьба с «подстрекательством», служившая оправданием для ограничения свободы слова и печати. Хилквит, по-видимому, был в значительной степени защищен от нападок левого крыла Социалистической партии или других радикалов во время нашумевшей предвыборной кампании и набрал впечатляющие 22 % голосов. Эта кампания в сочетании с постоянным успехом на выборах социалиста Мейера Лондона (избиравшегося в Конгресс в 1914, 1916 и 1920 годах) ознаменовала кульминацию популярности Социалистической партии в Нью-Йорке.

Будучи членом Национального исполнительного комитета партии, Хилквит тесно сотрудничал с национальным секретарем партии Адольфом Гермером и с Джеймсом Онеалом, защищая партию от того, что на современном языке можно назвать «недружественным захватом» ее революционным левым крылом. Однако из-за слабого здоровья Хилквит не участвовал во Внеочередном национальном съезде 1919 года в Чикаго, который формализовал раскол со стороны левого крыла, представители которого учредили Коммунистическую рабочую партию Америки и Коммунистическую партию Америки. Хилквит в это время находился в санатории на севере штата Нью-Йорк, оправляясь от очередного приступа туберкулеза, и был проинформирована о событиях после свершившегося факта.

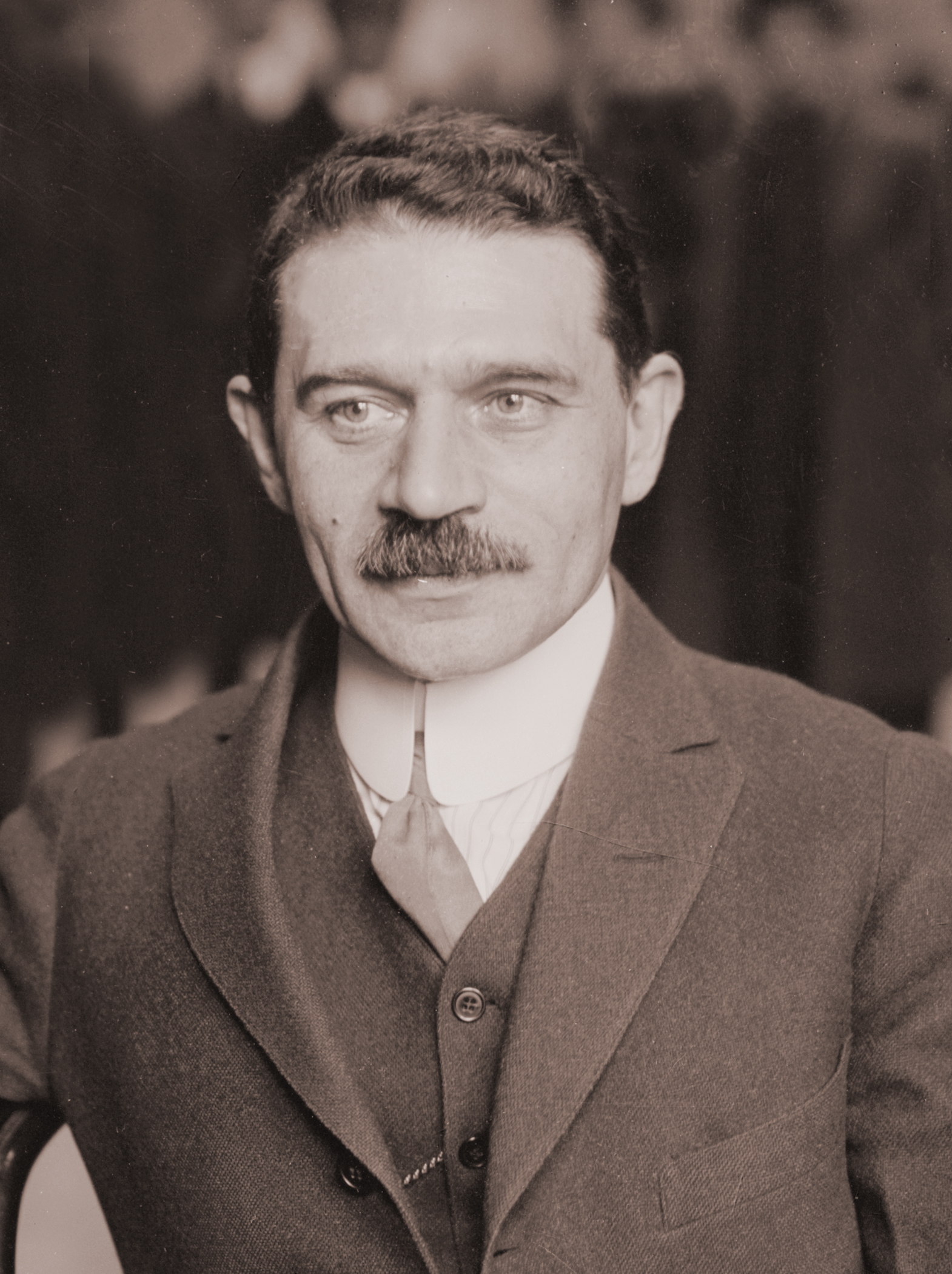
Моррис Хилквит в июле 1924 года.

## Позднейшая карьера
В 1920 году Хилквит был основным адвокатом пяти демократически избранных членов Ассамблеи штата Нью-Йорк, исключенных из нее. Усилия Хилквита, направленные на то, чтобы члены Ассамблеи Орр, Классенс, Уолдман, ДеВитт и Соломон были восстановлены в полномочиях, в конечном итоге оказались безуспешными.
С 1922 года до выборов 1924 года Хилквит был ведущим сторонником участия Социалистической партии в Конференции за прогрессивные политические акции (CPPA).
В 1932 году, незадолго до своей кончины, Хилквит получил более одной восьмой голосов в результате своей второй кампании на выборах мэра Нью-Йорка. За свою жизнь он был дважды кандидатом в мэры Нью-Йорка и пять раз (1906, 1908, 1916, 1918, 1920) — кандидатом в Конгресс США .

## Еврейство и отношение к сионизму
Будучи прославленным лидером американского марксизма и ассимилированным иудеем, Хилквит никогда не был тесно связан с конкретно еврейским левым крылом, но играл роль в еврейском профсоюзном движении, некоторое время являясь адвокатом Межнационального профсоюза дамских портных (ILGWU). Он был идеологически настроен против любого вида еврейского национализма, но в 1926 году признался: «Сионизм вызывает во мне сильную эмоциональную привлекательность, главным образом как проявление пробуждающегося национального самоуважения еврейского народа». Однако он вскоре добавил, что сионизм, как и все другие национальные движения, должен защищать себя от опасностей вырождения в джингоизм: «Если он когда-либо будет развиваться в этом направлении, он утратит все претензии на симпатию со стороны социалистов».

## Кончина
Хилквит умер от туберкулеза «через несколько минут после полуночи» 8 октября 1933 года. Ему было 64 года.

## Наследие
Хилквит был прежде всего оратором, публично выступая в разных аудиториях на темы социализма на протяжении всей своей жизни. В своих мемуарах Хилквит консервативно оценивает общее количество таких выступлений как «не менее 2000». Он был частым участником общественных дебатов. Хилквит много писал для популярных журналов и партийной прессы, но довольно редко участвовал в составлении листовок или брошюр.
Несмотря на то, что Хилквит не был плодовитым памфлетистом, он стал автором ряда значительных книг, включая серьезную академическую историю социализма, «История социализма в Соединенных Штатах» (History of Socialism in the United States) (1903, исправленное издание 1910 года переведено на русский и немецкий языки), работы по популяризации социалистических идей, такие как «Социализм в теории и на практике» (Socialism in Theory and Practice, 1909) и «Социализм: характеристика» (Socialism Summed Up; 1912); теоретическая статья «От Маркса до Ленина» (From Marx to Lenin; 1921); а также посмертно опубликованные мемуары «Отрывки насыщенной жизни» (Loose Leaves from a Busy Life; 1934).
Архив Хилквита хранится в Историческом обществе штата Висконсин в Мэдисоне и доступен на микрофильмах.
В честь Хилквита было названо одно из зданий East River Housing Corporation, жилищного кооператива, созданного Международным профсоюзом дамских портных в Нижнем Ист-Сайде.

### Книги и памфлеты
- The People July 16, 1899 issue
- History of Socialism in the United States. [1903] New York: Funk & Wagnalls, Revised and Expanded (5th) edition, 1910.
- Recent Progress of the Socialist and Labor Movements in the United States: Report of Morris Hillquit, Representative of the Socialist Party at the International Socialist Bureau, to the International Socialist Congress, Held at Stuttgart, Germany, August 18, 1907. Chicago: Charles H. Kerr & Co., 1907.
- Socialism in Theory and Practice. New York: Macmillan, 1909.
- Socialism Summed Up. New York: H.K. Fly, 1912.
- Socialism: Promise or Menace? With John A. Ryan. New York: Macmillan, 1914. — Дебаты с видным католическим теоретиком-гуманистом отцом Джоном Райаном.
- The Double Edge of Labor’s Sword, With Samuel Gompers and Max S. Hayes. Chicago: Socialist Party, National Office, 1914.
- The Immediate Issue. New York: The Socialist, 1919.
- Socialism on Trial. New York: B.W. Huebsch, 1920.
- From Marx to Lenin. New York: Hanford Press, 1921.
- Loose Leaves from a Busy Life. New York: Macmillan, 1934. —Посмертно вышедшие воспоминания.
- Hugo Lindemann & Morris Hillquit, Vorläufer des neueren Sozialismus, (Berlin: Dietz, 1922).

### Статьи и брошюры
- «Farewell to DeLeon,» The People [dissident edition, New York], vol. 9, no. 30 (Oct. 22, 1899), pg. 2.
- "The Soldier of the Revolution, " The Comrade [New York], vol. 1, no. 1 (October 1901), pp. 16-18. — Краткая биография Вильгельма Либкнехта.
- «Moderation, Comrades!» The Socialist [Toledo, Ohio], whole no. 241 (May 6, 1905), pg. 5.
- «The Labor Movement Here and Abroad.» Chicago: National Office, Socialist Party, 1911.
- «The Civic Federation and Labor.» Chicago: National Office, Socialist Party, 1911.
- «Who are the Peacemakers?» With William Harrison Short. Chicago: National Office, Socialist Party, 1911.
- «Government by the Few.» Chicago: National Office, Socialist Party, 1911.
- "The 'Collapse' of the International, " The American Socialist [Chicago], v. 1, no. 42, whole no. 130 (May 1, 1915), pg. 3.
- "America’s Possible Contribution to a Constructive Peace, " Annals of the American Academy of Political and Social Science, vol. 61 (Sept. 1915), pp. 239—242. In JSTOR.
- "Keynote Address to the 1917 Emergency National Convention of the Socialist Party, " The World [Oakland, CA], whole no. 578 (April 20, 1917), pg. 6.
- "As to Treason, " New York Call, vol. 10, no. 116 (April 26, 1917), pg. 6.
- "Out-Scheidemanning Scheidemann, " New York Call, vol. 10, no. 139 (May 19, 1917), pg. 2.
- «The Right of Criticism: Address in Defense of The Call Before Assistant Postmaster General Dockery, Washington, DC — October 15, 1917.» The New York Call, vol. 10, no. 294 (Oct. 21, 1917), pp. 8, 5.
- «The Socialist Task and Outlook,» New York Call, vol. 10, no. 141 (May 21, 1919), pg. 8. .
- "Socialist Russia Against the Capitalist World, " New York Call, vol. 12, no. 312 (Nov. 7, 1919), pg. 8.
- "Radicalism in America, " The Socialist World [Chicago], vol. 1, no. 4 (Oct. 15, 1920), pp. 18-19.
- "Moscow and London, " The Socialist World [Chicago], vol. 4, no. 7 (July 1923), pp. 6-7.
- The Story of the British Labor Party. Chicago: Socialist Party, n.d. [1923]. First published in The Socialist World [Chicago], vol. 4, no. 9 (September 1923), pp. 3-4.
- "Ferdinand Lassalle (A May Day Reflection), " The Socialist World [Chicago], vol. 6, no. 5 (May 1925), pp. 9-10.
- "A Tribute to Debs, " The New Leader [New York], Oct. 23, 1926, pg. 1.
- "Marxism Essentially Evolutionary, " Current History, vol. 29, October 1928.